# Dead Island 2
Dead Island 2 est un jeu vidéo d'action-aventure de type survival horror, développé par Dambuster Studios et édité par Deep Silver. Il s'inscrit dans le même univers que Dead Island.
Initialement prévu pour 2015, il a été reporté à de nombreuses reprises à cause de son développement chaotique. Le jeu est finalement sorti le 21 avril 2023 sur Xbox Series, Xbox One, PlayStation 4, PlayStation 5 et Microsoft Windows.

## Synopsis
Le jeu se déroule dans l'État de Californie où l'épidémie de zombie, partie de Banoi, est arrivée. Placée en quarantaine par le gouvernement américain, la Californie devient un enfer pour certains et un gigantesque terrain de chasse pour d'autres.

## Système de jeu
Six personnages sont jouables comme les précédents Dead Island avec chacun leurs propres caractéristiques. Le joueur évolue dans un monde semi-ouvert et doit trouver et fabriquer de nombreuses armes pour lutter contre les infectés. La coopération est encore une fois au centre du jeu ; trois joueurs peuvent se retrouver et affronter les hordes de zombies.

## Développement
Le jeu est originellement annoncé à l'E3 2014 pour une sortie en 2015. Le 15 juillet 2015, Deep Silver annonce la rupture de son partenariat avec Yager Development. Les raisons de ce divorce n'ont pas été révélées ainsi que le nom du futur développeur. En mars 2016, l'éditeur annonçait que le développement du jeu avait été repris par le studio britannique Sumo Digital. Cependant le 14 août 2019, le développement du jeu est transféré à nouveau cette fois chez Dambuster Studios. La publication d'une offre d'emploi en provenance du studio de développement actuel laisse à supposer que le jeu sortira en plus des supports actuels sur les supports next-gen. Le jeu, prévu le 3 février 2023, est repoussé au 28 avril avant d'être finalement avancé au 21 avril 2023.

## Accueil
Dead Island 2 reçoit un accueil généralement favorable selon l'agrégateur de critiques Metacritic.